# Aeroportul Internațional Gulfport-Biloxi
Aeroportul Internațional Gulfport-Biloxi (IATA: GPT, ICAO: KGPT, FAA LID: GPT) este un aeroport din Mississippi, Statele Unite ale Americii ce deservește zona Gulfport⁠(d). Aeroportul a fost tranzitat în 2019 de 757.276 de pasageri. A fost deschis în 1942 și numit după zona deservită.
Situat la o altitudine de 9 m, aeroportul dispune de 2 piste.

## Infrastructură

### Piste
Aeroportul dispune de 2 piste. Pista 14/32 are suprafața de asfalt și dimensiunile 9.002 picioare × 150 picioare. Pista 18/36 are suprafața de asfalt și dimensiunile 4.935 picioare × 150 picioare. 